# Lassing
Lassing là một đô thị thuộc huyện Liezen bang Steiermark, nước Áo. Đô thị Lassing có diện tích 37,2 km², dân số thời điểm cuối năm 2008 là 1820 người. 